# Лі Маккаллок
Лі Маккаллок (англ. Lee McCulloch, нар. 14 травня 1978, Беллсгілл) — шотландський футболіст, що грав на позиції півзахисника. По завершенні ігрової кар'єри — тренер.
За свою кар'єру крім «Кілмарнока» грав за шотландські «Мотервелл» і «Рейнджерс», а також англійський «Віган Атлетік». За національну збірну Шотландії Маккаллок провів 18 матчів, забив один гол.

## Клубна кар'єра

### Ранні роки
Лі народився 14 травня 1978 року в шотландському місті Беллсгілл. Є вихованцем глазговського клубу «Рейнджерс». Починав кар'єру на позиції нападника і в юнацькій команді «джерс» утворював атакуючий тандем з майбутнім гравцем національної збірної Шотландії Баррі Фергюсоном.
З 1993 року став вихованцем футбольної школи клубу «Мотервелл». 8 серпня 1995 року Лі дебютував у першій команді «сталеварів» під керівництвом Алекса Макліша в поєдинку Кубка УЄФА проти фінського клубу МюПа. 31 січня 1998 року, відзначившись «дублем» у ворота «Гіберніана», Маккаллок відкрив рахунок своїм голам за «Мотервелл». Всього за п'ять з половиною сезонів, проведених у складі «сталеварів», Лі зіграв 143 матчі, забив 27 м'ячів.

### «Віган Атлетік»
2 березня 2001 року Маккаллок перебрався в Англію, де приєднався до команди «Віган Атлетік». Сума відступних, заплачена клубом зі стадіону «DW» «Мотервеллу» за молодого футболіста склала 700 тисяч фунтів стерлінгів. Купівля Маккаллока стала найдорожчою для «Вігана» за всю його історію.
Вже на наступний день Маккаллок вперше вийшов у складі «Вігана» в офіційному матчі — в той день в рамках турніру Першого англійського дивізіону «Латікс» зустрічалися з клубом «Свіндон Таун». За чотири тижні в поєдинку з «Вікем Вондерерз» Маккаллок забив свій перший гол за «синьо-білих». Саме під час виступів у «Вігані» остаточно став виступати в півзахисті, однаково успішно граючи на будь-якому фланзі.
У сезоні 2005/06 багато в чому завдяки відмінним дії шотландського хавбека на полі клуб дійшов до фіналу Кубка ліги, де однак поступився клубу «Манчестер Юнайтед» з розгромним рахунком 0:4. Маккаллок взяв участь у цій зустрічі, вийшовши на заміну на 62-й хвилині матчу замість швейцарця Стефана Аншо. 24 липня 2006 року Лі пролонгував контракт з «Віганом» ще на три роки.
У січні 2007 року спробу зміцнити свої ряди півзахисником зробив шотландський «Рейнджерс», який висловив готовність викупити права на свого вихованця за 750 тисяч фунтів. Головний тренер англійського клубу, Пол Джуелл, відкинув пропозицію «джерс», назвавши її «сміховинною». У травні того ж року в інтерв'ю телеканалу «BBC» Маккаллок сказав, що його «приваблює інтерес з боку глазговців», і він «був би щасливий повернутися на Батьківщину». 23 червня керівництво «Вігана» відкинуло чергову пропозицію «Рейнджерс» в розмірі 1,5 мільйона фунтів, заявивши, що хоче за півзахисника на 750 тисяч більше. «Джерс» взяли два тижні на роздуми і врешті-решт погодилися віддати за Маккаллока необхідну суму.

### «Рейнджерс»
11 липня 2007 року прес-служба глазговців розповсюдила офіційну інформацію, що переговори з «Віганом» з приводу завершені успішно, і півзахисник підпише з шотландцями контракт, як тільки пройде медичне обстеження. 12 липня Маккаллок уклав з «Рейнджерс» 4-річну угоду про співробітництво.
31 липня відбувся дебют в його рідному клубі в поєдинку другого кваліфікаційного раунду Ліги чемпіонів проти чорногорської «Зети». 2 жовтня Маккаллок забив свій перший гол за «Рейнджерс», вразивши ворота французького «Ліона» в матчі головного клубного турніру Європи, ударом головою замкнувши навіс з кутового у виконанні Дамаркуса Бізлі.
23 грудня у зустрічі «джерс» з «Абердіном» стався інцидент, який довго ще мусувався в засобах масової інформації. На 36-й хвилині поєдинку півзахисник «червоних», Кріс Кларк, грубим підкатом збив гравця «Рейнджерс», Алана Хаттона. З'ясування стосунків з Кларком в результаті переросло в загальнокомандну масову бійку, де Лі «відзначився» більше всіх, двічі вдаривши в обличчя футболіста «Абердіна», Скотта Северіна. Щоб зупинити конфлікт довелося втрутитися поліції. Після того, як порядок був встановлений, Маккаллок побачив перед собою червону картку. Керівництво «Абердіна» зажадало від Шотландської футбольної асоціації дискваліфікувати гравця, однак Асоціація вирішила обмежитися суворим попередженням.
У тому ж сезоні Маккаллок з «Рейнджерс» виграв Кубок Шотландії і Кубок ліги. «Джерс» також дійшли до фіналу Кубка УЄФА, де, однак, поступилися російському «Зеніту».
Другий сезон Лі в «Рейнджерс» вийшов змазаним через низку травм. За весь сезон 2008/09 він провів у футболці глазгівського клубу лише 18 ігор, втім виграв з командою чемпіонат Шотландії та національний Кубок.
Сезон 2009/10 Маккаллок почав успішно, забивши по м'ячу у перших двох іграх сезонах — с «Фалкірком» і «Гарт оф Мідлотіан». 3 січня 2010 року Лі вразив ворота «Селтіка» в дербі «Old Firm», принісши своїй команді нічию в цьому поєдинку.
12 серпня того ж року Маккаллок підписав з «Рейнджерс» новий 2-річний контракт. 21 вересня, зігравши в матчі Кубка шотландської ліги проти «Данфермлін Атлетік», Лі провів п'ятисотий матч у своїй клубній кар'єрі. 2 лютого 2011 року в зустрічі з «Гарт оф Мідлотіаном» хавбек отримав травму коліна, що вивела його з ладу на три місяці. На поле Маккаллок повернувся 7 травня, вийшовши на заміну замість Моріса Еду у матчі з тими ж «серцями». За підсумками сезону виграв з командою чемпіонат і кубок ліги.
У сезоні 2010/11 втретє поспіль виграв з командою чемпіонат та вдруге поспіль Кубок ліги. Влітку 2012 року, коли команду через фінансові проблеми були відправлені у Третій дивізіон шотландської футбольної ліги, четвертий за рівнем дивізіон країни, Маккаллок залишився у клубі і допоміг йому діва сезони поспіль займати перші місця, підвищившись до Чемпіоншипа. Там у сезоні 2014/15 клуб став лише третім і не зумів відразу повернутись в еліту, після чого у липні 2015 року Маккаллок залишив «Рейнджерс» по завершенні свого контракту.
В липні 2016 року став граючим тренером у «Кілмарноку». Хоча Лі і був зареєстрований як гравець, основною посадою для гравця стала робота з молодими гравцями команди, а на поле Маккаллок за клуб вийшов лише одного разу — в матчі чемпіонату проти «Росс Каунті». У січні 2016 року став в.о. головного тренера клубу і остаточно покинув ігрову кар'єру.

## Виступи за збірну
У жовтні 2004 року Маккаллок був вперше викликаний в національну збірну Шотландії на гостьовий відбірковий матч до чемпіонату світу 2006 року проти Молдови. У цьому поєдинку півзахисник і дебютував за «тартанову армію», з'явившись на полі на 85-й хвилині, замінивши Стівена Томпсона.
Свій перший і єдиний гол за «горян» Маккаллок забив 13 жовтня 2007 року, вразивши ворота збірної України.
8 вересня 2008 року Лі оголосив про завершення своїх виступів у національній команді, мотивувавши це рішення бажанням зосередитися на іграх в клубі". Тим не менш у 2010 році новий наставник шотландців, Крейг Левейн, зумів умовити футболіста повернутися в збірну і викликав його на товариський поєдинок проти Чехії і восени 2010 року зіграв останні три матчі за збірну.
Протягом кар'єри у національній команді, яка тривала 7 років, провів у формі головної команди країни 18 матчів, забивши 1 гол.

## Кар'єра тренера
Після того, як головний тренер «Кілмарнока» Гарі Лок пішов у відставку 30 січня 2016 року, Маккаллок став в.о. головного тренера, керуючи клубам у двох матчах: нічийному з «Рейнджерсом» у Кубку Шотландії і переможному з «Мотервеллом» (2:0) у чемпіонаті. Після цього Лі повернувся до своїх обов'язків після того, як Лі Кларк був призначений на постійній основі у лютому 2016 року. На наступний сезон Маккаллок не був заявлений за «Кілмарнок», зайнявши роль помічника менеджера Лі Кларка.
В лютому 2017 року Маккаллок знову був призначений тимчасовим головним тренероми команди, коли Кларк покинув «Кілмарнок» і працював з командою до кінця сезону 2016/17, який «Кілмарнок» закінчив восьмим у Прем'єр-лізі. Після цього Лі був призначений постійним головним тренером команди 5 червня 2017 року. Втім команда не змогла виграти жодну з перших восьми матчів чемпіонату 2017/18 і Маккаллок покинув «Кілмарнок» 1 жовтня 2017 року.
У січні 2018 року став асистентом Адама Оуена у польському клубі «Лехія» (Гданськ), втім вже у березні весчь тренерський штаб покинув клуб через зміну філософії клубу.

## Статистика виступів

### Статистика клубних виступів
| Сезон                     | Клуб                      | Чемпіонат                 | Чемпіонат | Чемпіонат | Національний кубок | Національний кубок | Національний кубок | Континентальні кубки | Континентальні кубки | Континентальні кубки | Усього | Усього |
| Сезон                     | Клуб                      | Ліга                      | Ігор      | Голів     | Ліга               | Ігор               | Голів              | Ліга                 | Ігор                 | Голів                | Ігор   | Голів  |
| ------------------------- | ------------------------- | ------------------------- | --------- | --------- | ------------------ | ------------------ | ------------------ | -------------------- | -------------------- | -------------------- | ------ | ------ |
| 1995–96                   | «Мотервелл»               | ПЛ                        | 2         | 0         | КШ+КЛ              | 0+0                | 0+0                | КУЄФА                | 1                    | 0                    | 3      | 0      |
| 1996–97                   | «Мотервелл»               | ПЛ                        | 15        | 0         | КШ+КЛ              | 3+0                | 0+0                | -                    | -                    | -                    | 18     | 0      |
| 1997–98                   | «Мотервелл»               | ПЛ                        | 24        | 2         | КШ+КЛ              | 4+2                | 0+0                | -                    | -                    | -                    | 30     | 2      |
| 1998–99                   | «Мотервелл»               | ПЛ                        | 27        | 3         | КШ+КЛ              | 3+2                | 1+0                | -                    | -                    | -                    | 32     | 5      |
| 1999–00                   | «Мотервелл»               | ПЛ                        | 30        | 9         | КШ+КЛ              | 4+1                | 2+1                | -                    | -                    | -                    | 35     | 12     |
| 2000–01                   | «Мотервелл»               | ПЛ                        | 26        | 7         | КШ+КЛ              | 1+2                | 1+1                | -                    | -                    | -                    | 29     | 9      |
| Усього за «Мотервелл»     | Усього за «Мотервелл»     | Усього за «Мотервелл»     | 124       | 21        |                    | 15+7               | 4+2                |                      | 1                    | 0                    | 147    | 27     |
| 2000–01                   | «Віган Атлетік»           | 2Д (ІІІ)                  | 10+1      | 3+0       | КА+КЛ              | 0+0                | 0+0                | -                    | -                    | -                    | 11     | 3      |
| 2001–02                   | «Віган Атлетік»           | 2Д (ІІІ)                  | 34+1      | 6+0       | КА+КЛ              | 1+0                | 0+0                | -                    | -                    | -                    | 36     | 6      |
| 2002–03                   | «Віган Атлетік»           | 2Д (ІІІ)                  | 38        | 6         | КА+КЛ              | 1+2                | 0+0                | -                    | -                    | -                    | 41     | 6      |
| 2003–04                   | «Віган Атлетік»           | Ч (ІІ)                    | 41        | 6         | КА+КЛ              | 1+3                | 0+1                | -                    | -                    | -                    | 45     | 7      |
| 2004–05                   | «Віган Атлетік»           | Ч (ІІ)                    | 42        | 14        | КА+КЛ              | 0+1                | 0+0                | -                    | -                    | -                    | 43     | 14     |
| 2005–06                   | «Віган Атлетік»           | ПЛ                        | 30        | 5         | КА+КЛ              | 1+4                | 0+0                | -                    | -                    | -                    | 35     | 5      |
| 2006–07                   | «Віган Атлетік»           | ПЛ                        | 29        | 4         | КА+КЛ              | 1+0                | 1+0                | -                    | -                    | -                    | 34     | 5      |
| Усього за «Віган Атлетік» | Усього за «Віган Атлетік» | Усього за «Віган Атлетік» | 222+2     | 44+0      |                    | 5+10               | 1+1                |                      | -                    | -                    | 241    | 46     |
| 2007–08                   | «Рейнджерс»               | ПЛ                        | 22        | 3         | КШ+КЛ              | 6+3                | 2+0                | ЛЧ+КУЄФА             | 7+8                  | 2+0                  | 46     | 7      |
| 2008–09                   | «Рейнджерс»               | ПЛ                        | 12        | 0         | КШ+КЛ              | 4+2                | 0+0                | ЛЧ                   | 2                    | 0                    | 20     | 0      |
| 2009–10                   | «Рейнджерс»               | ПЛ                        | 34        | 5         | КШ+КЛ              | 4+3                | 0+1                | ЛЧ                   | 6                    | 1                    | 47     | 7      |
| 2010–11                   | «Рейнджерс»               | ПЛ                        | 21        | 0         | КШ+КЛ              | 1+3                | 0+1                | ЛЧ+ЛЄ                | 3+2                  | 0+0                  | 30     | 1      |
| 2011–12                   | «Рейнджерс»               | ПЛ                        | 26        | 5         | КШ+КЛ              | 0+1                | 0+0                | ЛЧ+ЛЄ                | 1+2                  | 0+0                  | 30     | 5      |
| 2012–13                   | «Рейнджерс»               | 3Д (IV)                   | 27        | 16        | КШ+КЛ+КВ           | 0+3+3              | 0+5+2              | -                    | -                    | -                    | 33     | 23     |
| Усього за «Рейнджерс»     | Усього за «Рейнджерс»     | Усього за «Рейнджерс»     | 140       | 29        |                    | 15+15+3            | 2+7+2              |                      | 31                   | 3                    | 204    | 43     |
| Усього за кар'єру         | Усього за кар'єру         | Усього за кар'єру         | 489       | 93        |                    | 35+32+3            | 7+10+2             |                      | 34                   | 3                    | 589    | 116    |

## Титули і досягнення
- Чемпіон Шотландії (3):

«Рейнджерс»: 2008–09, 2009–10, 2010–11
- Володар Кубка Шотландії (2):

«Рейнджерс»: 2007–08, 2008–09
- Володар Кубка шотландської ліги (3):

«Рейнджерс»: 2007–08, 2009–10, 2010–11
- Володар Кубка Кірін (1):

Шотландія: 2006
- Найкращий гравець року у «Рейнджерсі»: 2013
- У символічній збірній Третього дивізіону шотландської футбольної ліги: 2012-13
- У символічній збірній Першої ліги Шотландії: 2013-14